# Dawa Phunkyi
Pour les articles homonymes, voir Dawa (prénom tibétain).
Dawa Phunkyi (tibétain : ཟླ་བ་ཕུན་སྐྱིད, Wylie : zla ba phun skyid), né le 9 juillet 1963, à Dharamsala en Inde, est un député tibétain, directeur de l'hôpital Delek depuis 2006. 

## Biographie
Dawa Phunkyi a une sœur. Leurs parents sont morts à Hunsur, tous deux sont devenus orphelins à un jeune âge et ils ont été élevés et éduqués par la famille du village d'enfants tibétains (TCV).
Dawa Phunkyi a étudié à l'école du TCV à  Dharamsala, et a obtenu un diplôme en gestion de la santé et un diplôme d'études supérieures en administration de la santé du Christian Medical College Vellore (en) et du St. John's Medical College (en) à Bangalore, respectivement. Il devient agent de projet au ministère de la santé de l'administration centrale tibétaine, et secrétaire de l'hôpital Delek. Il travaille aussi dans différentes ONG, en tant que président du Congrès régional de la jeunesse tibétaine, secrétaire général du Parti démocratique national du Tibet, premier vice-président de la société d'amitié indo-tibétaine, directeur du Rotary Club de service communautaire à Dharamsala, et vice-président de l'Association U-Tsang Cholkha. Il a été élu député représentant l'Ü-Tsang au Parlement tibétain en exil pour la première fois en 2001, réélu en 2006, 2011 et 2016 et 2021. Élu commissaire à la justice lors de la neuvième session de la 17e assemblée du parlement tibétain, Dawa Phunkyi démissionne et est remplacé par Samten Choedon le 16 avril 2025